# Annie Hall
Annie Hall är en amerikansk romantisk komedifilm från 1977 i regi av Woody Allen, med manus av Woody Allen och Marshall Brickman. Huvudrollerna spelas av Woody Allen och Diane Keaton. Filmen hade amerikansk premiär den 20 april 1977 och svensk premiär den 17 april året därpå. Filmen innebar Woody Allens stora genombrott som filmskapare och fick bland annat motta fyra Oscarsstatyetter.
Filmen var nyskapande på flera sätt. Vid flera tillfällen pratar skådespelarna direkt in i kameran och tilltalar publiken och i några scener rör sig personerna ur bild, men fortsätter prata.

## Handling
Filmen handlar om kärleken mellan komikern Alvy Singer (Woody Allen) och Annie Hall (Diane Keaton), från det att den tar avstamp ända till efterspelet. De möts första gången under en tennismatch i New York, flyttar ihop och slutligen skiljs när Annie flyttar till Los Angeles. Handlingen är emellertid inte strikt kronologisk och här och där vävs glimtar från Alvys barndom in i skeendet. Medan den egocentriske Alvy fokuserar mycket på tankar om döden, antisemitism och sex är Annie mer intresserad av musik, poesi, droger och äventyr. 

## Rollista i urval
| Woody Allen        | – Alvy "Max" Singer              |
| Diane Keaton       | – Annie Hall                     |
| Tony Roberts       | – Rob                            |
| Carol Kane         | – Allison                        |
| Paul Simon         | – Tony Lacey                     |
| Shelley Duvall     | – Pam                            |
| Janet Margolin     | – Robin                          |
| Colleen Dewhurst   | – Mrs Hall                       |
| Christopher Walken | – Duane Hall                     |
| Donald Symington   | – Mr Hall                        |
| Helen Ludlam       | – Grammy Hall                    |
| Mordecai Lawner    | – Mr Singer                      |
| Jeff Goldblum      | – Gäst på Laceys fest            |
| Beverly D'Angelo   | – Skådespelare i Robs TV-program |
| Sigourney Weaver   | – Alvys dejt                     |

## Mottagande
Filmen belönades med ett stort antal priser, inklusive fyra Oscars för bästa kvinnliga huvudroll (Diane Keaton), bästa regi (Woody Allen), bästa film och bästa originalmanus. Dessutom blev Woody Allen nominerad till bästa manliga huvudroll.